# Dasydorylas setosilobus
Dasydorylas setosilobus är en tvåvingeart som först beskrevs av Hardy 1972.  Dasydorylas setosilobus ingår i släktet Dasydorylas och familjen ögonflugor. Inga underarter finns listade i Catalogue of Life.